# Phytomyza saximontana
Phytomyza saximontana är en tvåvingeart som beskrevs av Griffiths 1974. Phytomyza saximontana ingår i släktet Phytomyza och familjen minerarflugor. Inga underarter finns listade i Catalogue of Life.